# Caduceus

Caduceus

De caduceus (Latijn voor 'herautenstaf'), kerykeion, (Oudgrieks: κηρύκειον) hermesstaf of mercuriusstaf is een staf die een koerier of onderhandelaar ongehinderde doorgang moest verlenen in het oude Griekenland.

## Mythologie
In de Griekse mythologie was de caduceus in het bijzonder de staf van de god Hermes (Romeinse: van de god Mercurius). De staf is door twee slangen omwonden, en vaak bekroond (als verwijzing naar Hermes) met twee vleugels. Later komt ook wel een Franse lelie voor op de staf.

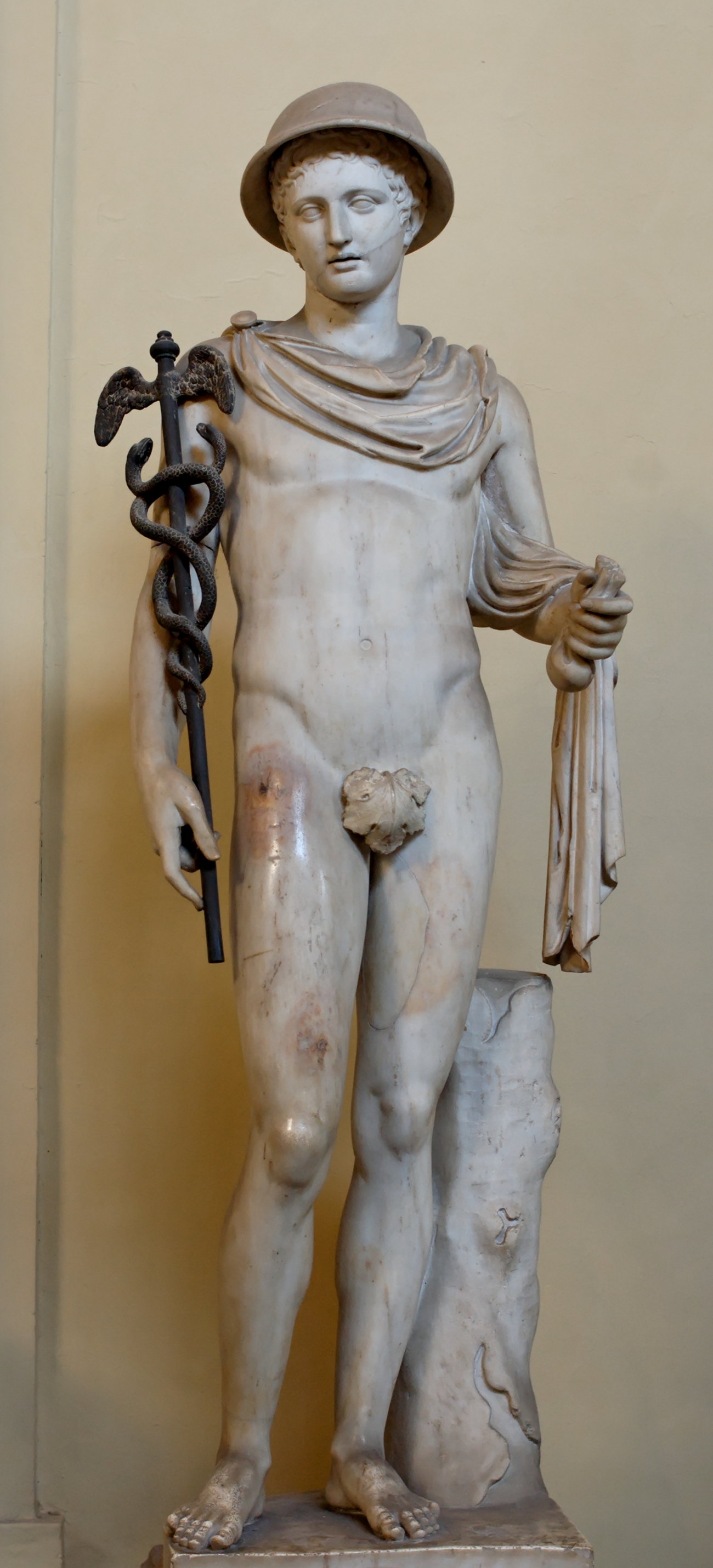
Hermes met zijn ronde hoed, een reizigersmantel, de Caduceus en een beurs

Oorspronkelijk was de staf eigendom van Apollo. Hermes gold als de uitvinder van veel dingen, zo ook van de lier. Toen de jonge Hermes in zijn geboortestreek de vlakbij grazende kudde van Apollo stal, maar betrapt werd, bood hij ter verzoening zijn lier aan Apollo aan. Daarop zou Apollo hem zijn staf gegeven hebben. Hiermee kon hij onder meer mensen in slaap brengen.

## Symbolische betekenis
De caduceus symboliseert als geheel vrede, bescherming en genezing, en wordt (vooral in de Verenigde Staten) tot op heden gebruikt als medisch symbool (al gaat dit gebruik voorbij aan de dieperliggende alchemistische symboliek van Eenheid, zoals hieronder beschreven). De slangen staan voor alle tegengestelde principes die een rol spelen in het manifeste universum: mannelijk/vrouwelijk, zon/maan, ziel/geest of in alchemistische termen: Sol/Luna en zwavel/kwik. Als symbool van genezing moet de caduceus niet verward worden met de esculaap, waarbij één slang zich om de staf windt.
De staf zelf staat voor de as tussen de hemel en de aarde, boven en beneden.
De eventuele vleugels, kroon of Franse lelie staan respectievelijk voor transcendentie, goddelijke autoriteit en drie-eenheid.
De caduceus in zijn geheel symboliseert, behalve de eerder genoemde vrede, bescherming en genezing, vooral de Eenheid, die bereikt wordt door de verzoening van de tegendelen.
De caduceus wordt niet alleen gebruikt in de alchemie, maar ook bijvoorbeeld in de Indiase yoga (alchemie wordt ook wel de westerse yoga genoemd). Vele studentenverenigingen in economische studierichtingen gebruiken ook de caduceus als symbool, waaronder de studentenvereniging van de Handelswetenschappen en Handelsingenieur van EHSAL, Aloisiana. Ook het Studentengenootschap voor Onderneming & Recht, waar veel wordt onderhandeld in het kader van de fusie en overname-praktijk, maakt gebruik van de caduceus.

## Trivia
De mercuriusstaf dient als muntteken van de Koninklijke Nederlandse Munt en kan dus op Nederlandse munten worden aangetroffen. Bij guldenmunten aan de muntzijde, bij euromunten aan de kruiszijde.

## Afbeeldingen

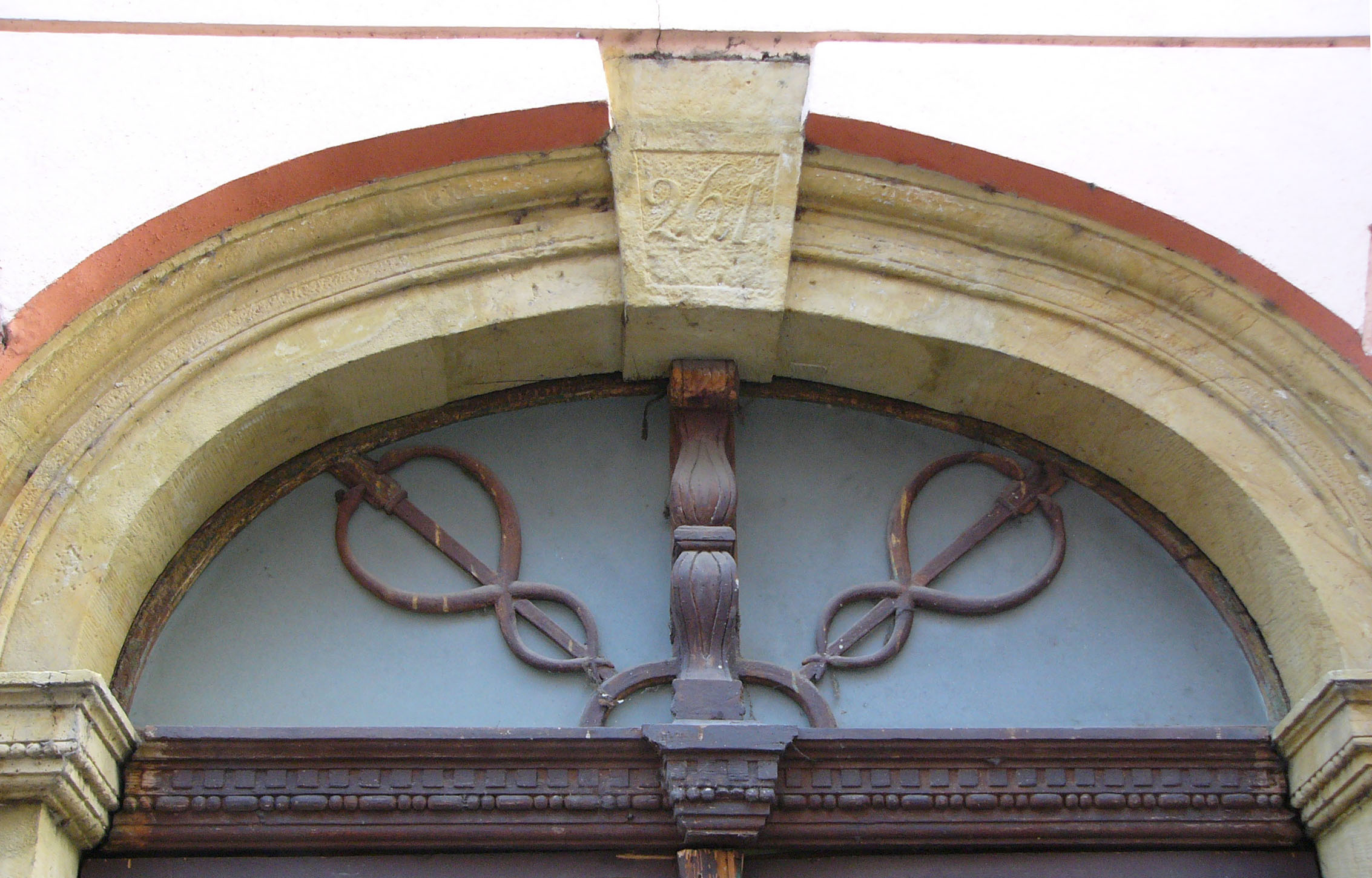
Caduceus in portaal in Tsjechië
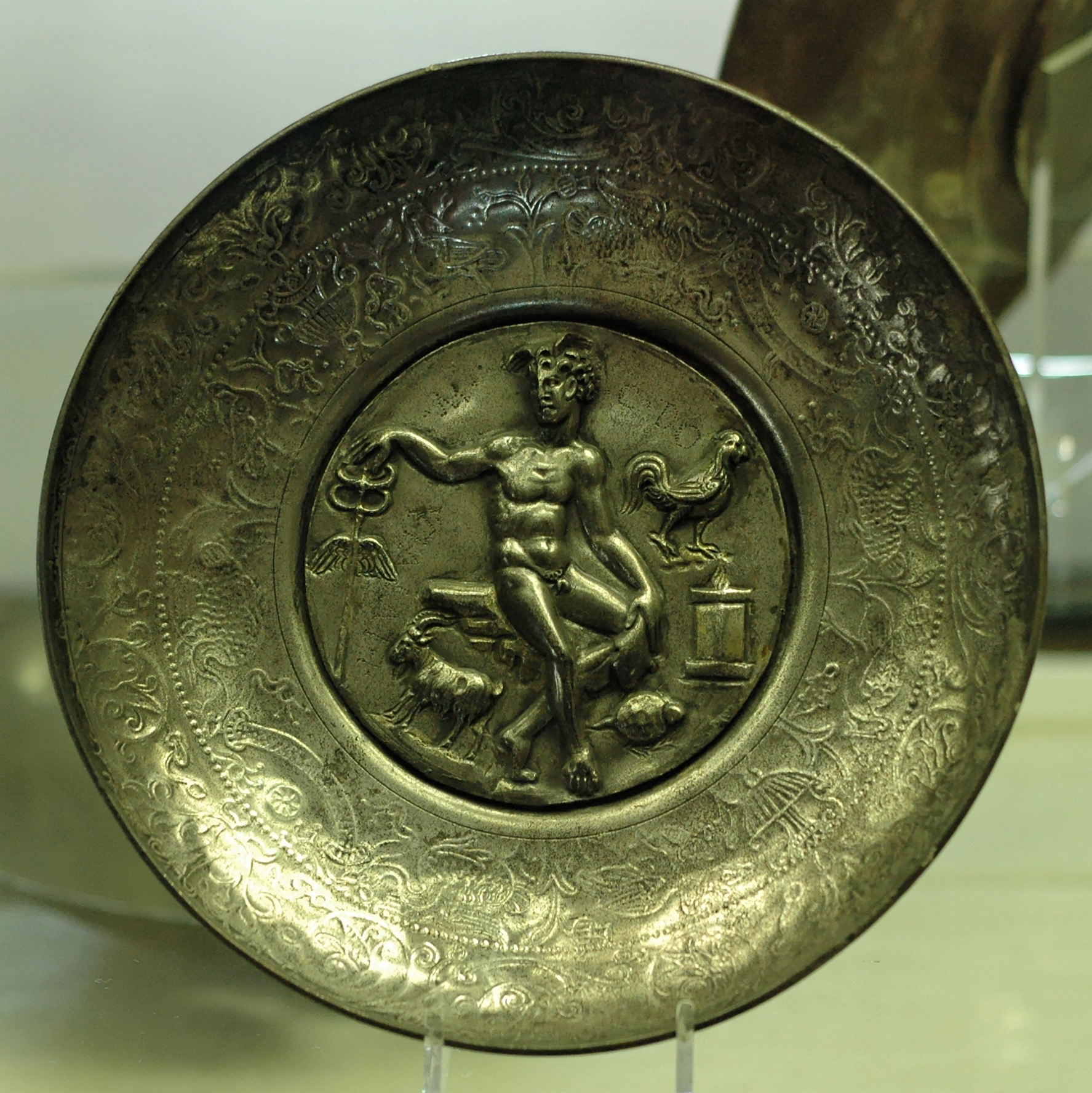
Mercurius met caduceus
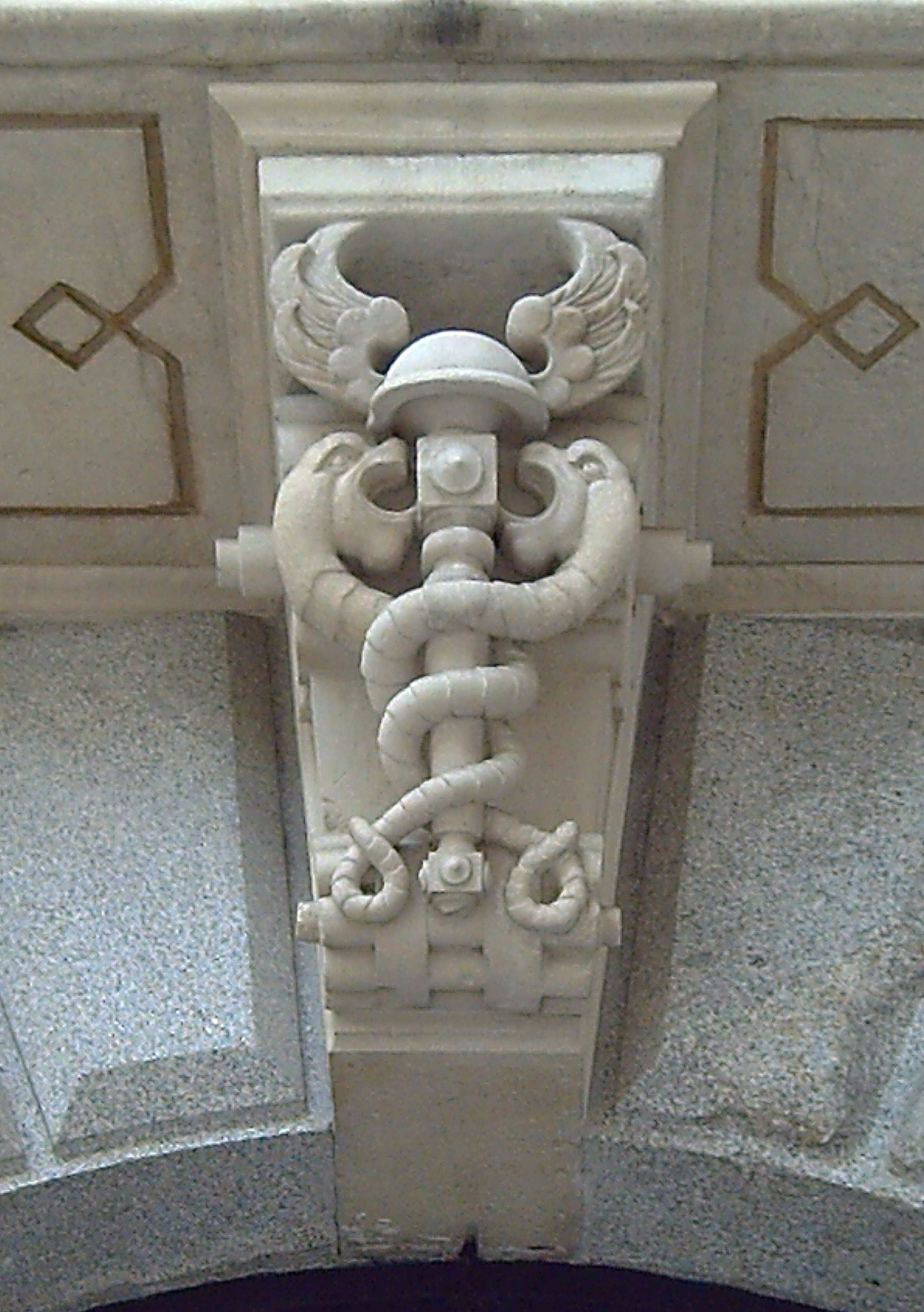
Beeldhouwwerk in Madrid
De caduceus wordt veel gebruikt in de heraldiek
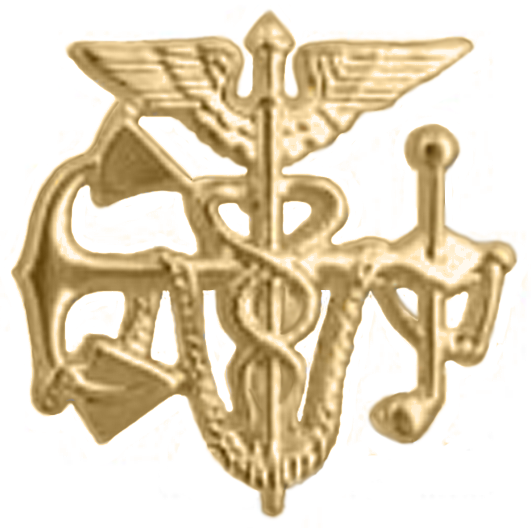
Speldje van US Public Health Service
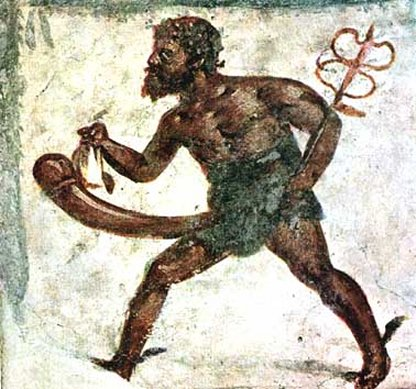
Priapus nadat hij de caduceus en gevleugelde schoenen van Mercurius had gestolen.
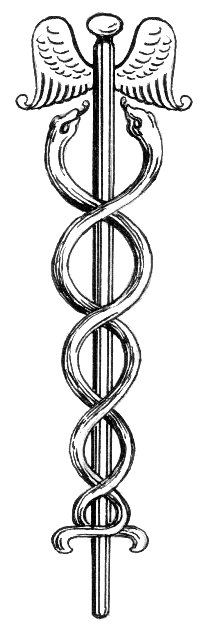
Caduceus
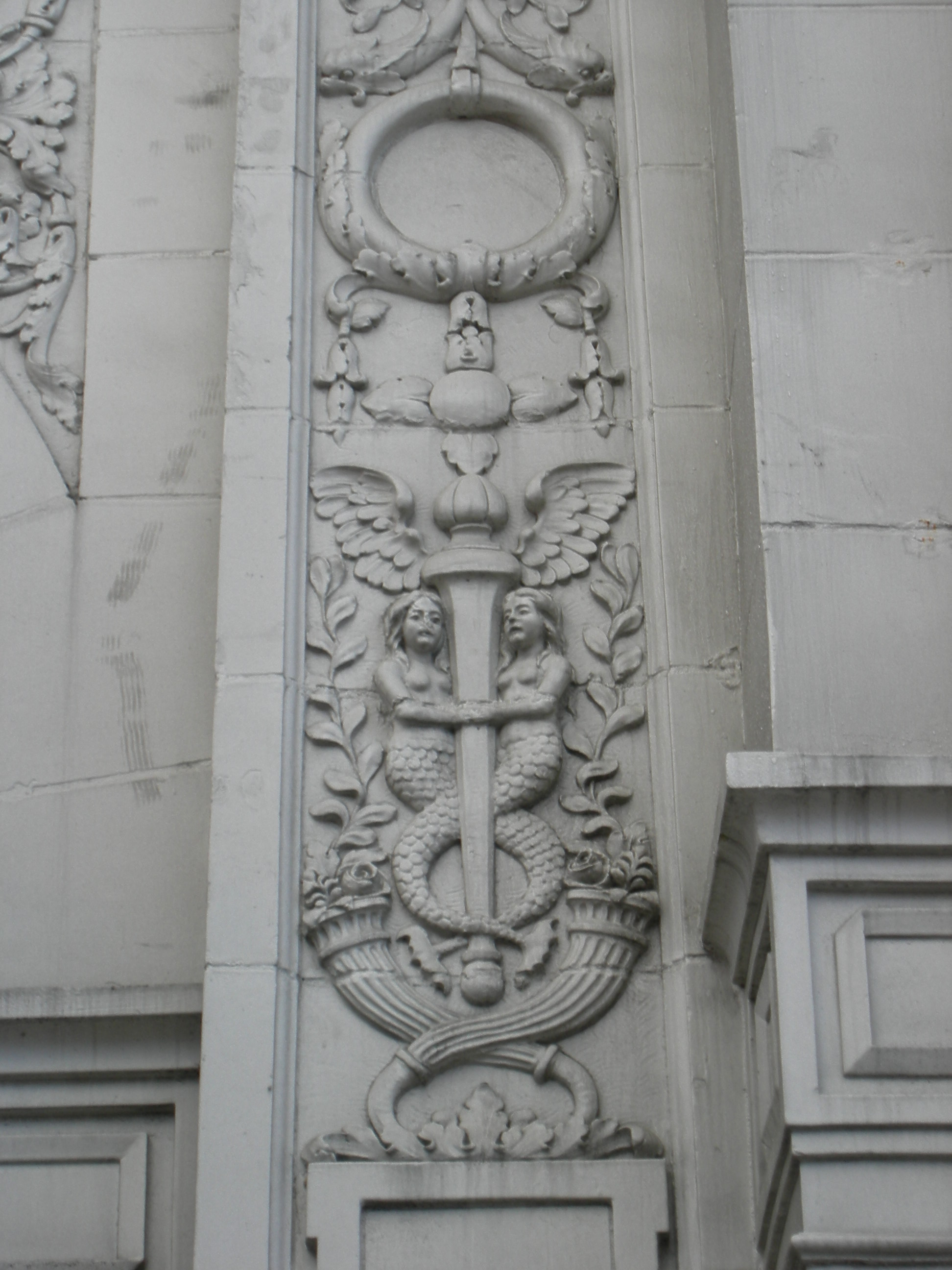
Caduceus in Seattle
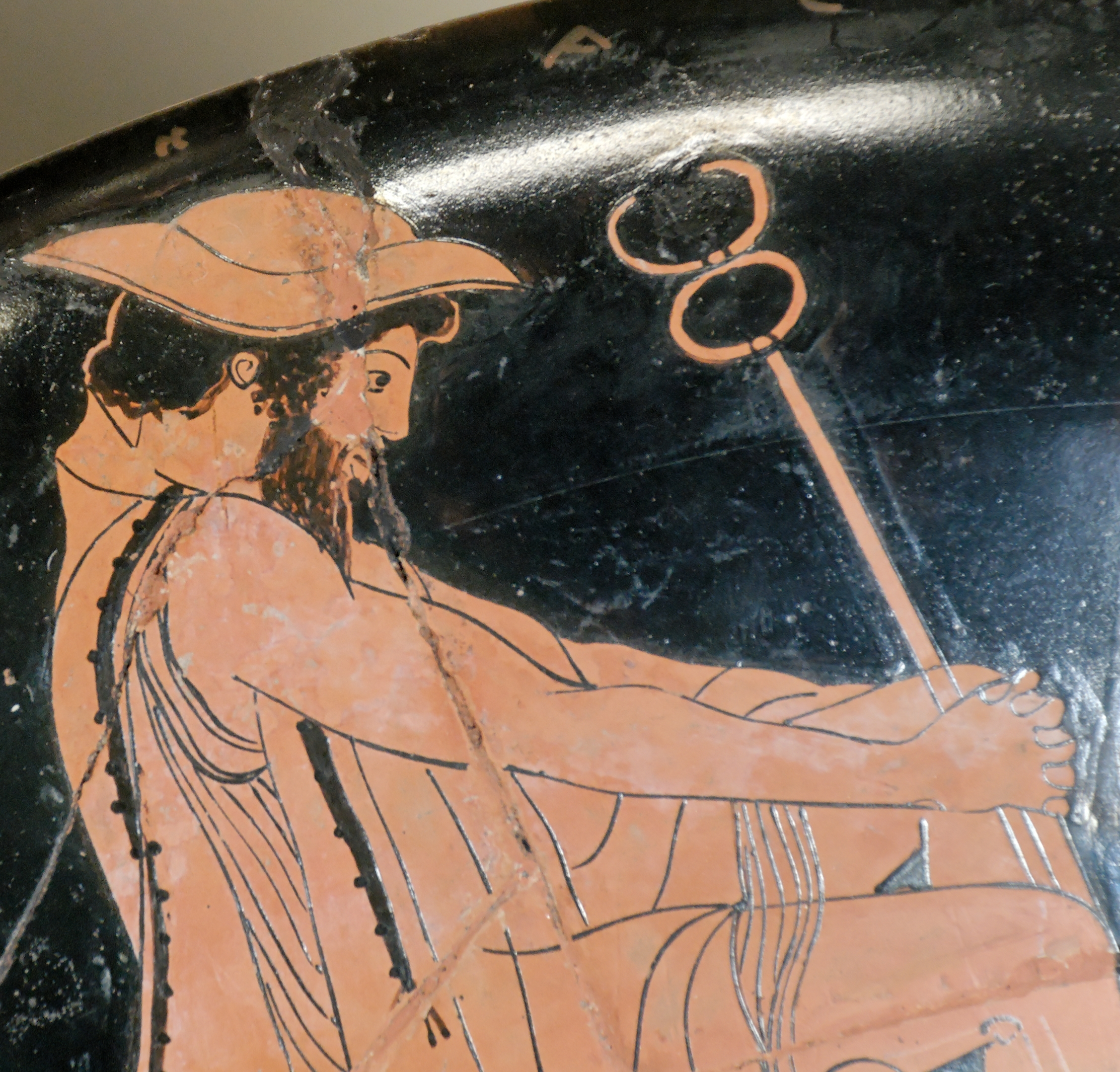
Hermes met caduceus (Louvre)
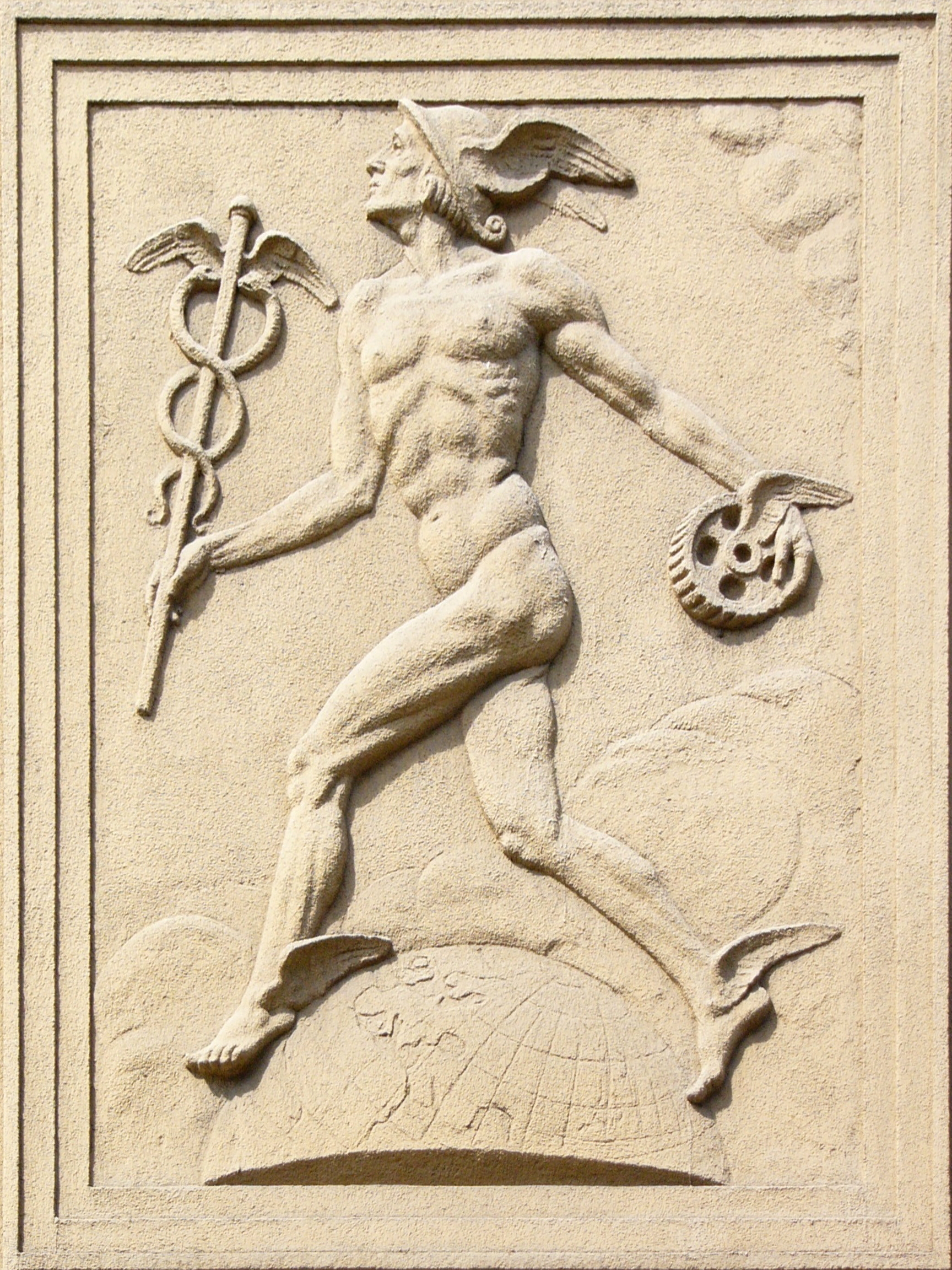
Mercurius met caduceus
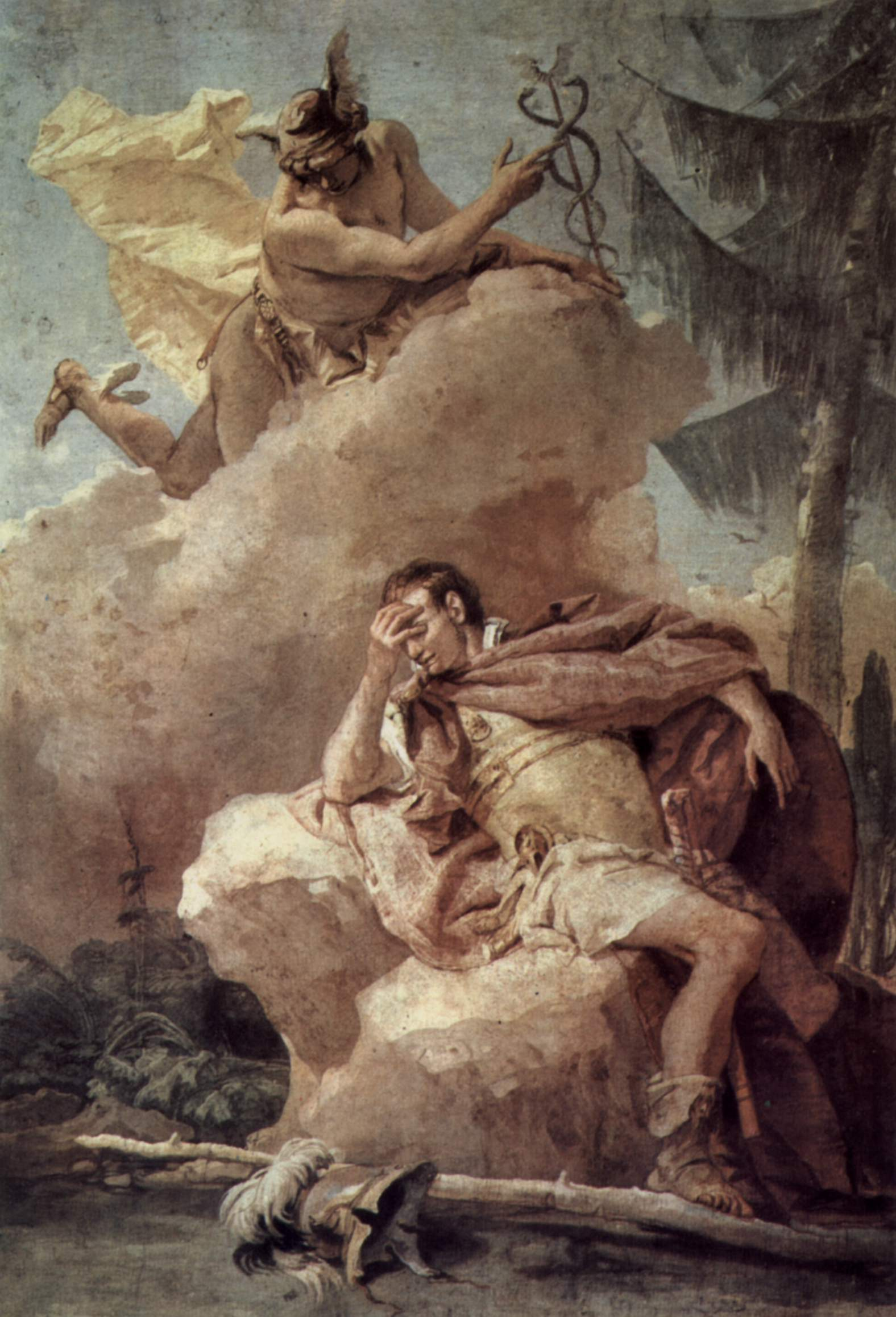
Mercurius verschijnt in een droom aan Aeneas en draagt hem op Karthago te verlaten
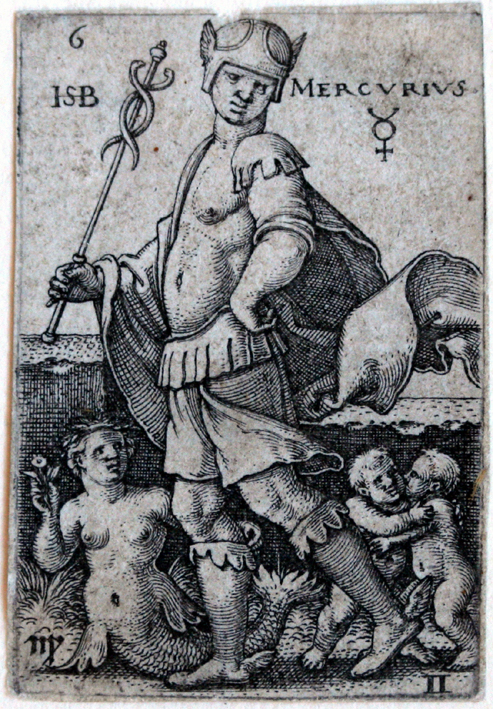
Mercurius met caduceus
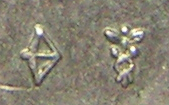
Muntteken van de Utrechtse Munt (rechts)
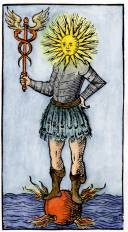
Persoon met zonnehoofd staat op de zon met een caduceus
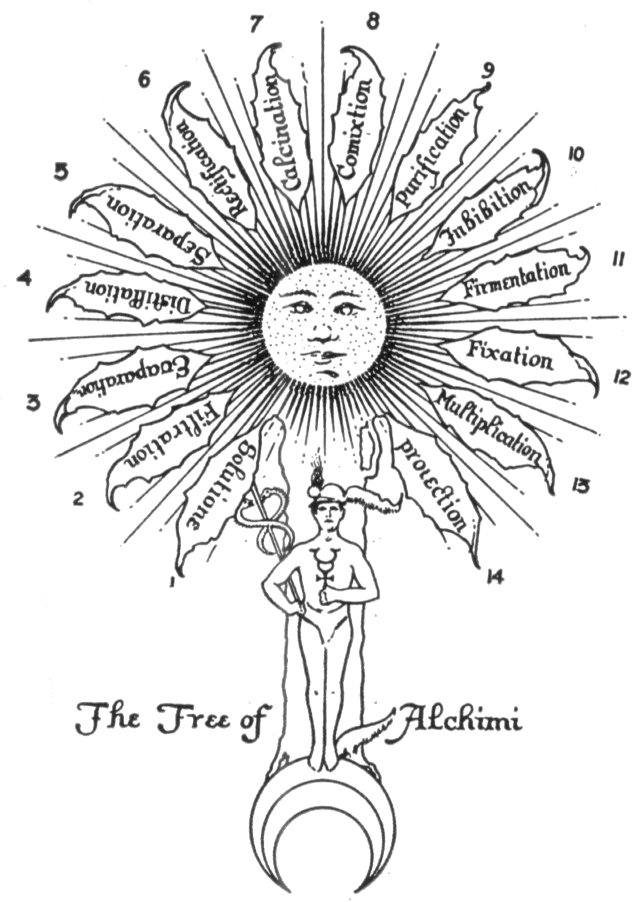
Alchemie; Hermes met de caduceus en de levensboom

## Voetnoot
1. ↑  J. Hall (2000). Hall's Iconografisch Handboek, Primavera Pers, Leiden.